# Méthyl tert-butyl éther
Le méthyl tert-butyl éther ou MTBE est un composé organique de formule CH3OC(CH3)3. C'est un éther liquide, incolore, volatil et inflammable qui est non-miscible dans l'eau. Le MTBE a une odeur vaguement évocatrice du diéthyl éther et donne un goût désagréable et une odeur à l'eau. Le MTBE est un additif de l'essence, qui l'oxygène et augmente son indice d'octane, néanmoins son utilisation a décliné en particulier aux États-Unis en réponse à certaines problématiques liées à l'environnement ou à la santé. Il a été montré qu'il pollue facilement de grandes quantités d'eau des nappes phréatiques quand de l'essence additionnée de MTBE s'échappe ou est renversée dans les stations services. Le méthyl tert-butyl éther est aussi utilisé en chimie organique comme solvant économique et avec des propriétés comparables à celles du diéthyl éther, cependant avec un point d'ébullition plus élevé et une solubilité plus faible dans l'eau. Il est aussi utilisé comme médicament pour dissoudre les calculs biliaires.

## Classification
Le Règlement CLP n° 1272/2008 et le CIRC
Au 23 septembre 2021, la réglementation européenne classe le MTBE  comme « liquide inflammable de catégorie 2 » et « irritant cutané de catégorie 2 ».

Le Centre international de recherche sur le cancer (CIRC) le classe (depuis 1999) « cancérogène de catégorie 3 » (soit à ce jour inclassable quant à sa cancérogénicité pour l’Homme faute de données suffisantes).

## Production
Le méthyl tert-butyl éther est produit via une réaction du méthanol et de l'isobutylène. Le méthanol dérive du gaz naturel et l'isobutène du butane obtenu du pétrole brut ou du gaz naturel, ainsi le MTBE est issu des combustibles fossiles. Aux États-Unis, il était produit en très larges quantités (plus de 200 000 barils par jour en 1999) pour son usage d'additif à l'essence. En raison des larges fuites d'essence contenant du MTBE des cuves et réservoirs souterrains, des juridictions différentes ont interdit l'utilisation du MTBE et donc sa production a été réduite. La contamination par le MTBE de l'eau potable dans les aquifères est un problème sérieux dans de nombreux endroits (les cas les plus tristement célèbres sont, par exemple aux États-Unis, le lac Tahoe et Santa Monica). La plupart des détaillants d'essence ont cessé d'utiliser le MTBE. La décroissance de la production de MTBE est donc générale aux États-Unis et en Europe occidentale. C'est aussi en raison de l'apparition d'une alternative au MTBE, le ETBE (éthyl tert-butyl éther) issu du bioéthanol et dont la taxation fiscale est plus favorable mais qui pose les mêmes problèmes environnementaux. Dans d'autres parties du monde qui représente environ la moitié de la production de MTBE en 2004, l'utilisation de MTBE continue et augmentera même certainement

## Propriétés physiques
Le méthyl tert-butyl éther forme un azéotrope avec le méthanol qui dépend de la pression.

## Utilisation
Le MTBE est presque exclusivement utilisé comme élément combustible dans des moteurs à essence. Il fait partie d'un groupe de composés chimiques communément appelées composés oxygénés, car ils augmentent la teneur en oxygène de l'essence.

### Comme agent anti-cliquetis
Il a été utilisé dans l'essence à de faibles niveaux depuis 1979 pour remplacer le plomb tétraéthyle et augmenter son indice d'octane en aidant à prévenir le cliquetis. L'oxygène du MTBE aide l'essence à brûler plus complètement, réduisait les émissions d'échappement des véhicules à moteur d'avant 1984, dilue ou déplace des composants de l'essence comme les composés aromatiques (benzène) et le soufre, et optimise l'oxydation pendant la combustion. La plupart des raffineurs ont adopté le MTBE de préférence à d'autres composés oxygénés, principalement pour ses caractéristiques de mélange et pour des raisons économiques.
Depuis 1992, le MTBE a été utilisé à des concentrations plus élevées dans certaines essences pour remplir des exigences d'oxygénation fixées par le Congrès américain dans les amendements du « Clean Air Act ».

### Comme solvant
Comme solvant, le MTBE possède un net avantage sur la plupart des éthers — il a tendance à former beaucoup moins de peroxydes organiques explosifs. Ouvrir des bouteilles d'éther diéthylique ou de THF peut conduire à des niveaux dangereux de ces peroxydes en un mois, tandis que le MTBE reste généralement sans danger pendant des années (mais il doit tout de même être testé périodiquement). Pour cette raison, ainsi que grâce à son point d'ébullition élevé, il est largement utilisé comme solvant dans l'industrie, où les préoccupations et règlements de sécurité rendent le travail avec de l'éther éthylique, du THF ou d'autres éthers, beaucoup plus difficile et coûteux. Toutefois, malgré la popularité de MTBE dans les milieux industriels, il est rarement utilisé comme solvant en recherche académique. Les volumes en laboratoire sont beaucoup plus petits, ce qui entraîne moins de risques avec les autres éthers et, en plus, l'utilisation du MTBE comme solvant est très rare dans la littérature des protocoles de synthèse.

### Comme réactif chimique
Étant un éther, le MTBE est une base de Lewis. Mais contrairement à d'autres éthers comme l'éther diéthylique ou le THF, il ne coordonne pas assez bien le magnésium pour être utilisé pour la formation de réactifs de Grignard. Le radical tert-butyle est facilement clivé dans des conditions fortement acides (formation d'un carbocation modérément stable), en particulier s'il est chauffé (de l'isobutène s'échappe), ce qui peut limiter l'utilisation du MTBE comme solvant.

## Polluant persistant et omniprésent dans l'environnement
Autour de ses points d'émissions et à distance, le MTBE est surtout retrouvé (à faibles concentrations) dans l'air qu'il contamine potentiellement à presque toutes les phases de production des carburants pétroliers qui en contiennent : il est présent dans les fumées ou vapeurs des cheminées de raffineries, dans le dégazage des réservoirs de stockage (souterrains notamment), dans les hydrocarbures fuyant hors des circuits ou pipelines, dans l'air pollué par les stations-service et les véhicules et, bien moindrement il est aussi émis par les petits moteurs à essence des tondeuses à gazon, bateaux de plaisance, petits avions, etc.

Via l'air, le MTBE, très soluble dans l'eau contamine aussi les eaux météoriques (pluies, brumes, rosées...) et puis les eaux de surface. Via la pluie et plus encore le ruissellement ou la percolation à partir de sols pollués, on le retrouve aussi dans les eaux souterraines, et de là dans l'eau potable distribuée au robinet.
On sait au moins depuis 1994 via l'EPA que cette large contamination environnementale fait qu'on le retrouve dans la chaine alimentaire (réseau trophique) et les tissus animaux (humains y compris) et ce fait sera confirmé par divers rapports au Canada en 1995, par l'EPA à nouveau en 1996 ; par le Health Effects Institute en 1996 ; le National Research Council en 1996 ; le National Science and Technology Council en 1996 le National Science and Technology Council en 1997, la National Library of Medicine en 1998 et divers scientifiques, toxicologues notamment, tels que Zogorski et al. qui en retrouvent de grandes quantités dans les bassins d'orage autoroutiers dans les années 1990 ; Brown en 1997; Squillace et al. en 1998. L'OMS, dans le cadre du Programme international sur la sécurité des substances chimiques s'en inquiète au moins à partir de 1998.
Le degré d'exposition de l'être humain au méthyl tert-butyl éther dans les années 1990 a été évalué par des études de risques qui ont modélisé plusieurs voies d'exposition,,,,,.
En 1995, alors qu'aucun seuil maximal de contamination du MTBE dans l'eau potable n'a été établi par l'EPA, des niveaux élevés et inattendus de MTBE ont été découverts dans les forages/puits d'eau de distribution de Santa Monica, en Californie par le US Geological Survey. Puis des milliers de forages partout dans le pays se sont avérés contaminés. Le MTBE n'était alors pas classé comme dangereux pour l'environnement, mais il donne un goût désagréable à l'eau à des concentrations extrêmement faibles (dès quelques ppb). Les contaminations sont attribuées en partie à l'absence de réglementations efficaces pour les réservoirs de stockage souterrain, mais les déversements de trop-pleins sont aussi en cause.
De tous les ingrédients de l'essence sans plomb, le MTBE est le plus soluble dans l'eau ; une fois dissout dans les eaux souterraines, le panache de contamination entraîne d'autres composants tels que le benzène et le toluène, qui pointent clairement l'essence comme source de contamination. Mais sa plus grande solubilité dans l'eau fait que le MTBE se déplace plus rapidement que les autres composants des carburants. L'« Energy Policy Act » de 2005 réduit l'exigence fédérale américaine pour la teneur en oxygène dans l'essence reformulée.
À partir de 1999, en Californie et en d'autres endroits, le MTBE tend à être progressivement éliminé pour ces raisons, posant moins de problème de nouvelles contaminations de nappes, mais encore détectable au goût car persistant.
Les taux de MTBE utilisés dans l'essence dans l'Union européenne (généralement 1,0-1,6 %) et autorisés (maximum 5 %) sont inférieurs à ceux de Californie.
Un projet de classement du MTBE en « substance extrêmement préoccupante » est mis en consultation en France en 2022 (jusqu'au 7 septembre) par l'Agence nationale de sécurité sanitaire de l'alimentation, de l'environnement et du travail qui a produit, dans le cadre du programme de travail d'expertise scientifique en matière de valeurs limites atmosphériques et biologiques pour les expositions professionnelles [VLEP ou Valeur limite d'exposition professionnelle (VLEP) ], établi en juillet 2018, des recommandations de valeurs biologiques pour la surveillance des expositions professionnelles concernant le MTBE,.

## Alternatives
D'autres composés oxygénés sont disponibles en tant que composants de l'essence, tels que l'éthanol et des éthers, par exemple le tert-amyl méthyl éther (TAME : 1,1-diméthyl-prop-1-yl méthyl éther). Les raisons de l'utilisation de MTBE sont essentiellement des considérations économiques, sa production est obtenue par addition de méthanol à l'isobutène qui sont des sous-produits d'autres procédés industriels. Toutefois, la plupart des installations pour produire du MTBE ont des unités de fabrication du méthanol et de l'isobutylène nécessaires.
L'éthanol a été annoncé comme une alternative sûre par des groupes d'intérêt agricole aux États-Unis et en Europe. Sa toxicité n'est pas différente du MTBE, mais étant un composé polaire, il se mélange difficilement aux hydrocarbures non polaires de l'essence, un problème que le MTBE ne cause pas. Il repousse les hydrocarbures volatils dans les vapeurs d'essence, ces hydrocarbures qui sont des cancérigènes connus et produisent du smog photochimique. Le coût plus élevé de l'éthanol requiert l'intervention des gouvernements sous la forme de subventions. En 2003, la Californie a été le premier État américain à commencer à remplacer le MTBE par l'éthanol.
Une alternative à l'éthanol est l'ETBE, un autre éther, qui est fabriqué à partir d'éthanol et d'isobutène. Ses performances en tant qu'additif sont similaires à celles du MTBE, mais en raison de la hausse du prix de l'éthanol par rapport au méthanol, il est plus cher.
L'essence de haute qualité est également une alternative, c'est-à-dire une essence qui ne nécessite pas d'additifs tels que le MTBE. L'isooctane est utilisé. Les unités de production du MTBE peuvent être équipées pour produire de l'isooctane à partir de l'isobutène,.
Le gazole est une alternative envisagée par certains, mais nécessite une transition importante vers des voitures diesel propres, remises en cause par le scandale du Dieselgate. Il existe plusieurs grades de biodiesel, certains contenant des esters et d'autres sans oxygène, les « biodiesels alcane ».

## Santé
Le MTBE peut être détecté par le goût dans de l'eau à des concentrations de 5 à 15 µg l−1.
Le Centre international de recherche sur le cancer (CIRC), l'agence de recherche sur le cancer de l'Organisation mondiale de la santé, maintient que le MTBE n'est pas classable comme cancérigène pour l'être humain. Le MTBE n'est pas classé comme cancérigène pour les humains à faible niveau d'exposition par le CIRC. Toutefois, l'exposition à des doses importantes de MTBE présente des risques de santé non liés au cancer. Les effets de l'exposition prolongée à ce dérivé d'alcool ne sont pas pleinement compris.
Depuis 2007, les chercheurs ont peu de données concernant les effets sur la santé de l'ingestion de MTBE. L'Environmental Protection Agency (EPA) américaine a conclu que les données disponibles ne sont pas suffisantes pour quantifier les risques pour la santé du MTBE à de faibles niveaux d'exposition dans l'eau potable, mais que les données appuient la conclusion que le MTBE est un cancérigène humain potentiel à des doses élevées.